# Wielki Staw (jezioro w Karkonoszach)
Wielki Staw (niem. Großer Teich) – jezioro polodowcowe w Sudetach Zachodnich, w Karkonoszach.

## Położenie i opis
Wielki Staw położony jest w południowo-zachodniej Polsce, w Sudetach Zachodnich, w paśmie Karkonoszy na terenie Karkonoskiego Parku Narodowego, w kotle polodowcowym, na północno-wschodnim zboczu Smogorni.
Jest to największe polodowcowe jezioro cyrkowe Karkonoszy o powierzchni 8,321 ha wypełniające polodowcową misę egzaracyjną, zamkniętą moreną i skalnym ryglem położone na wysokości (1225 m n.p.m.). Maksymalna głębokość stawu osiąga 24,4 m, długość linii brzegowej wynosi 1540 m. Brzegi stawu otoczone są roślinnością subalpejską wierzba lapońska, brzoza karłowata, kosodrzewina. W wodach rośnie relikt epoki polodowcowej poryblin jeziorny, żyje tu wirek Otomesostoma auditivum i pstrąg potokowy, rozmnażają się traszka górska (najwyższe stanowisko w Karkonoszach) oraz melanistyczna odmiana ropuchy szarej. Staw charakteryzuje się czystą i przejrzystą wodą. W cieplejszych miesiącach temperatura wody osiąga maksymalnie 14 °C. Przez większą część roku staw pokryty jest lodem. Przez staw przepływa Biały Potok dopływ Łomnicy, którego źródła znajdują się na zachodniej ścianie Kotła Wielkiego Stawu.

## Dostępność turystyczna
Ze względu na wyjątkową roślinność i faunę, rejon wokół stawu stanowi rezerwat ścisły i objęty jest zakazem wstępu. Wielki staw oglądać można jedynie znad Kotła Wielkiego Stawu.

## Szlaki turystyczne

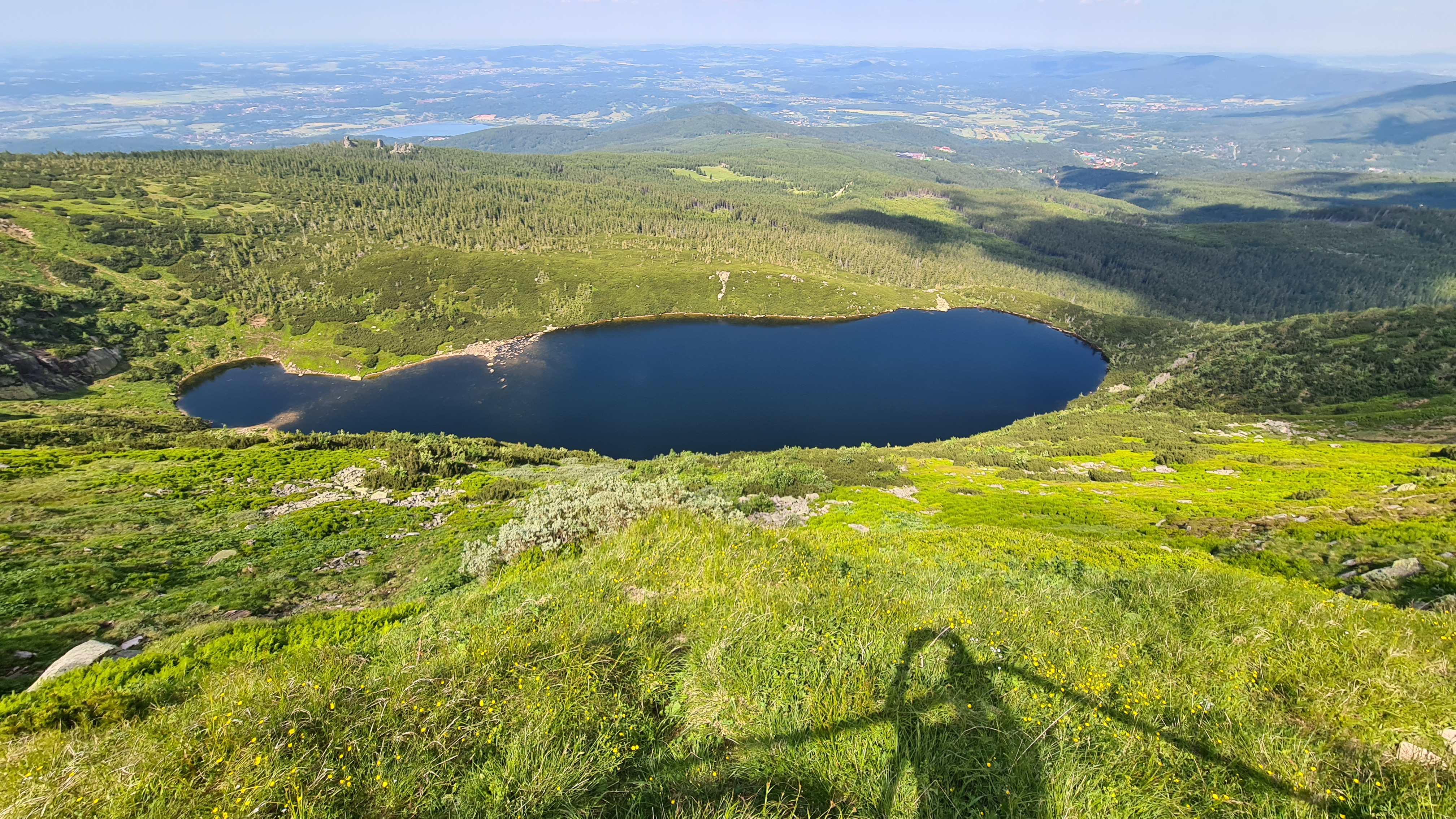
Jezioro Wielki Staw z punktu widokowego Prinz-Heinrich-Baude na szlaku czerwonym

Nad Wielkim Stawem przechodzą szlaki turystyczne:
- czerwony - fragment Głównego Szlaku Sudeckiego prowadzący z Szklarskiej Poręby na Śnieżkę i dalej przechodzi górną krawędzią kotła,
- zielony - prowadzący z Karpacza przechodzi górną, północną zachodnią krawędzią kotła.